# Csiphjong állomás
Csiphjong (Jipyeong) állomás a szöuli metró Kjongi–Csungang (Gyeongui–Jungang) vonalának állomása, mely 1940-ben, hagyományos vasútállomásként épült Kjonggi (Gyeonggi) tartományban. 2017. január 21. óta szolgálja ki a Kjongi–Csungang (Gyeongui–Jungang) metrót, felújítva.

## Viszonylatok
| Kjongi–Csungang (Gyeongui–Jungang)      | Kjongi–Csungang (Gyeongui–Jungang)                                              | Kjongi–Csungang (Gyeongui–Jungang) |
| --------------------------------------- | ------------------------------------------------------------------------------- | ---------------------------------- |
| Jongmun (Yongmun) Munszan (Munsan) felé | Kjongi (Gyeongui) expresszvonat Kjongi–Csungang (Gyeongui–Jungang) személyvonat | végállomás                         |